# Turtle Power!
Turtle Power! или просто Turtle Power — сингл 1990 года, исполненный рэп-дуэтом Partners in Kryme. Песня была выпущена SBK Records и взята из саундтрека по фильму 1990 года. Ранняя незаконченная версия без обработки Шейна Фейбера была включена в заключительные титры фильма, после чего именно она выходила на ретро-сборниках 90-х годов и на стриминговых сайтах, несмотря на то, что фильм не был официально выпущен в 1990-х годах. В британской версии песни слово «ниндзя» было заменено на существительное «герои», хотя фильм не был переименован в Великобритании, в отличие от мультсериала 1987 года. Также трек использовался в видеоигре Teenage Mutant Ninja Turtles: Out of the Shadows 2013 года.
Релиз Turtle Power! состоялся в апреле 1990 года. Он оставался на первом месте в UK Singles Chart в течение четырёх недель, что сделало его первым хип-хоп синглом, достигшим 1-го места в Великобритании. Кроме того, он стал 13-м самым продаваемым синглом года в Великобритании. Также песня достигла 13-го места в американском чарте Billboard Hot 100, 4-го места в Ирландии и 7-го места в Новой Зеландии.

## Информация о песне
Написанная Джеймсом П. Алперном и Ричардом А. Ашером-младшим, а также спродюсированная Partners in Kryme, Turtle Power! была придумана на волне популярности франшизы «Черепашки-ниндзя». Трек, записанный при помощи вокодера, стал мировым хитом, достигнув 13-го места в американском Billboard Hot 100, 7-го места в Новой Зеландии и 1-го места в UK Singles Chart, возглавляя рейтинг в течение четырёх недель в июле и августе 1990 года. Также песня выходила в комплекте с синглом Turtle Rhapsody и была добавлена в саундтрек по фильму «Черепашки-ниндзя III». В тексте песни ошибочно утверждается, что лидером команды является Рафаэль, а не Леонардо. В более поздних исполнениях песни Ричард Ашер (из Partners in Kryme) изменил строчку на «Рафаэль — плохой парень в этой команде».

## Издания
7-дюймовый диск и кассетный сингл
1. "Turtle Power" – 3:50
2. "Splinter's Tale 1 & Splinter's Tale 2" (в исполнении Джона Дю Пре) – 5:23

12-дюймовый диск немецкий макси-CD сингл
1. "Turtle Power" (сингл) – 3:50
2. "Turtle Power" (версия из альбома) – 4:17
3. "Splinter's Tale 1 & Splinter's Tale 2" (в исполнении Джона Дю Пре) – 5:23

## Чарты и сертификации
| Чарт (1990)                         | Высшая позиция |
| ----------------------------------- | -------------- |
| Австралия (ARIA)                    | 15             |
| Канада (RPM Top Singles)            | 57             |
| Европа (Eurochart Hot 100)          | 2              |
| Финляндия (Suomen virallinen lista) | 13             |
| Германия (GfK)                      | 12             |
| Ирландия (IRMA)                     | 4              |
| Нидерланды (Single Top 100)         | 40             |
| Новая Зеландия (Recorded Music NZ)  | 7              |
| Швеция (Sverigetopplistan)          | 19             |
| Швейцария (Schweizer Hitparade)     | 14             |
| Великобритания (OCC UK Singles)     | 1              |
| США (Billboard Hot 100)             | 13             |
| США (Billboard Hot Rap Songs)       | 2              |

| Чарт (1990)                       | Позиция |
| --------------------------------- | ------- |
| Австралия (ARIA)                  | 72      |
| Европа (Eurochart Hot 100)        | 43      |
| Германия (Official German Charts) | 77      |
| Великобритания (OCC)              | 13      |

| Регион                                                      | Сертификация | Продажи  |
| ----------------------------------------------------------- | ------------ | -------- |
| Великобритания (BPI)                                        | Серебряный   | 200 000^ |
| США (RIAA)                                                  | Золотой      | 500 000^ |
| ^ Данные о тиражах приведены только на основе сертификации. |              |          |